# نرستراند (مینه‌سوتا)
نرستراند، مینه‌سوتا (به انگلیسی: Nerstrand, Minnesota) یک شهر در ایالات متحده آمریکا است که در شهرستان رایس واقع شده‌است.

## خصوصیات
نرستراند ۳٫۶۸ کیلومترمربع مساحت و ۲۹۵ نفر جمعیت دارد و ۳۶۳ متر بالاتر از سطح دریا واقع شده‌است.